# Deep Orient
Le OCV Deep Orient  (Offshore Construction Vessel) est un navire de service polyvalent pour les travaux offshore appartenant et opérant pour l'entreprise du secteur de l'énergie TechnipFMC. Il est à la fois un navire poseur de canalisations, câblier et navire effectuant des travaux de construction ou des opérations d'inspection, d'entretien et de réparation (IMR).

## Caractéristiques
Le Deep Orient a été construit au chantier naval espagnol MetalShips & Docks à Vigo en Galice. Il est dédié à la construction sous-marine et aux projets de conduites flexibles et capable de poser des tuyaux flexibles et des ombilicaux dans des eaux jusqu'à 2 300 m.
Son pont de travail de 1 900 m2 peut recevoir jusqu'à 15 tonnes/m2 pour une capacité maximale de fret de 3 500 tonnes. Il est équipé d'une grue offshore de 200 tonnes et peut emmener un carrousel de tuyaux flexibles.
Il est équipé, sous hangar, de deux sous-marins télécommandés de travail (WROV) de type Triton XLX 150 HP, capables d'effectuer des tâches à des profondeurs allant jusqu'à 3 000 mètres.
Le déplacement vers le chantier s'effectue à une vitesse maximale de 13 nœuds et la précision de l'installation est assurée par le système de positionnement dynamique. 
Il y a des cabines à bord pour 120 personnes. La livraison du personnel et des marchandises peut être effectuée à l'aide d'une hélisurface conçu pour recevoir des hélicoptères de type Sikorsky S-92 ou Super Puma.

### Articles externes
- Deep Orient - Site marinetraffic
- Deep Orient - site MetalShips & Docks
- Flotte de TechnipFMC - Site TechnipFMC